# Filosofia analítica da história
A Filosofia analítica da história é uma subdivisão da filosofia da história norteada pelos pressupostos da Filosofia analítica. Ela é proposta inicialmente por William Walsh no seu livro Philosophy of History An Introduction (1968). A divisão de Walsh buscou seguir os critérios já presentes na divisão feita entre filosofia da natureza e filosofia da ciência. A filosofia da natureza é ligada à filosofia especulativa da história e ao critério metafísico e ontológico, que busca o conhecimento de uma natureza/história em si. A filosofia da ciência é ligada à filosofia analítica da história e ao estudo de como a natureza/história se apresenta ao indivíduo, focando mais nos meios que podem ser utilizados para conhecer o objeto, no caso, a ciência. Essa divisão também implica que a historiografia seja considerada um caso particular de ciência, portanto verifica-se a necessidade de uma filosofia da história enquanto ramo da filosofia da ciência.

## Desenvolvimento
A abertura das discussões da filosofia da história na filosofia analítica, geralmente, é ligada ao artigo "The Function of General Laws in History" (1942) do filósofo da ciência Carl G. Hempel. Hempel busca ligar a história ao modelo universalizante de explicação científica, ou seja, a história, bem como outras áreas que estudam o conhecimento humano, produzem um modelo de explicação científica que seguem os mesmos critérios. Nesse sentido, o objeto das ciências humanas (valores, crenças, cultura, comportamentos) são relativos aos objetos das ciências naturais, e apesar da diferença aparente, são descritos da mesma forma. De acordo com o seu modelo dedutivo-nomológico, qualquer evento pode e deve ser descrito a partir de leis gerais, que são um complexo de hipóteses confirmadas.  Entretanto, para o autor, a história corresponde a esse ideal de explicação insatisfatoriamente, já que as leis gerais não são explicitamente aceitas entre historiadores, formando apenas um "esboço de explicação".

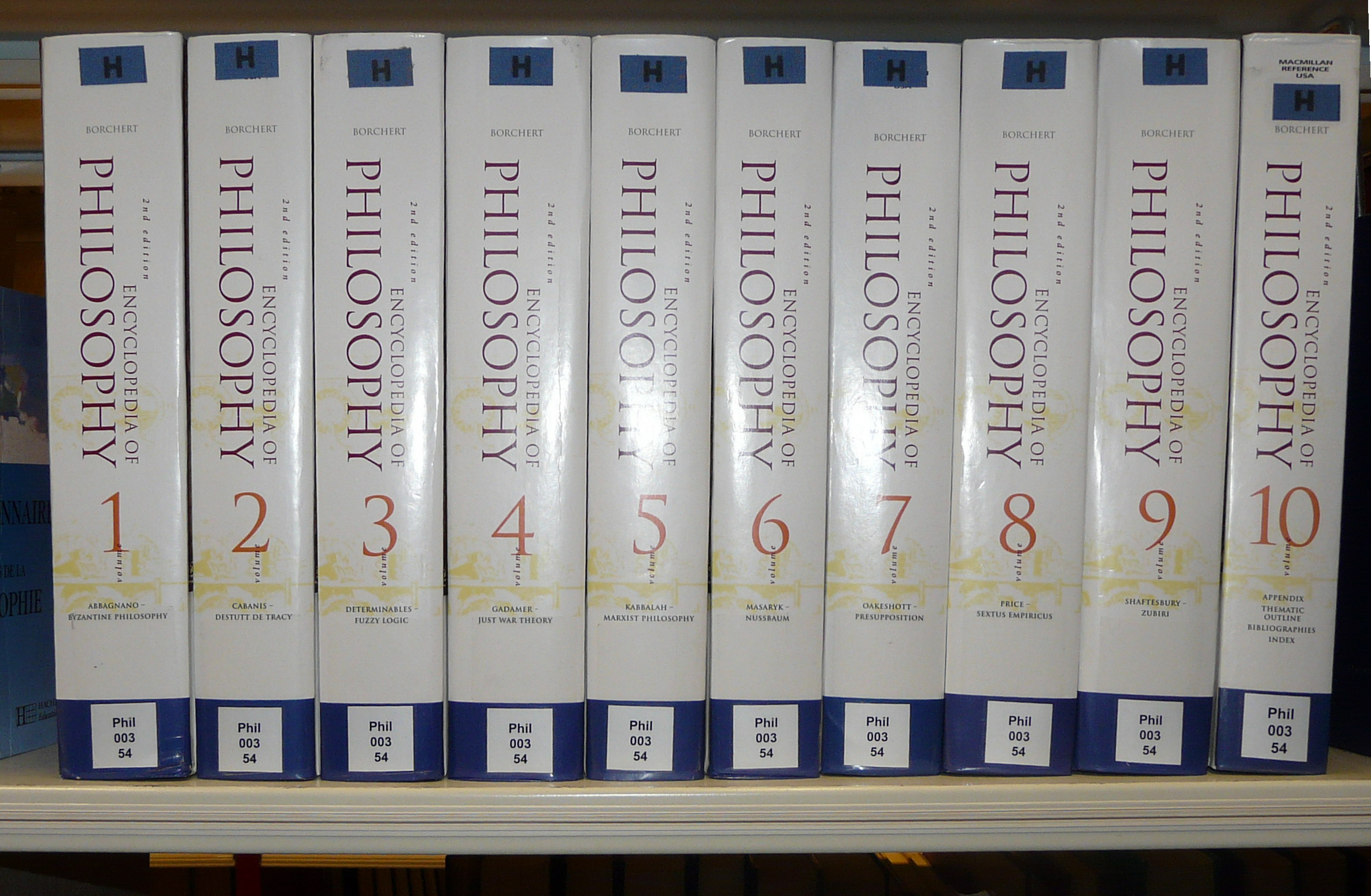
Enciclopédia de Filosofia da editora Borchert com 10 volumes.

O artigo de Hempel inaugurou novas discussões para a filosofia da história e para a filosofia analítica. Como aponta William Dray em seu artigo Explanation in History, Hempel foi o responsável por inserir a discussão da investigação da história na filosofia analítica. As discussões a respeito do artigo continuaram através dos escritos de nomes como Arthur Danto, Maurice Mandelbaum, Alan Donagan, William Dray e J. W. Watkins, apesar que a maioria deles contestaram o modelo hempeliano. W. B. Gallie e Arthur Danto, por exemplo, tornaram o modelo de Hempel obsoleto ao proporem um foco maior na narrativa, tema esse que será de grande importância para os filósofos analíticos a partir da década de 1970. As discussões são continuadas nas obras de  Theories of History (1959) de Patrick Gardiner, Philosophy and History: A Symposium (1963) de Sydnei Hook e Philosophical Analysis and History (1966) de W. H. Dray.
Também foram nos anos 1950 que William Walsh propôs formalmente a filosofia analítica da história como uma subdivisão da filosofia da história, que faria oposição à filosofia especulativa da história. Nesse caso, a divisão foi inspirada na própria divisão entre filosofia da natureza e filosofia da ciência em termos de conhecer a natureza. Para Walsh, a filosofia analítica da história vincular-se-ia à filosofia da ciência, sendo a busca por entender o processo de conhecimento da história ligado ao ofício do historiador, e às questões da história enquanto ciência. Já a filosofia especulativa da história, estaria ligada à filosofia da natureza, no sentido em que busca um conhecimento da história enquanto ontologia, metafísica, "história em si", e não a história conhecida através dos métodos científicos. Nos anos 60 essa versão seria confirmada por Arthur Danto, que inclui o termo filosofia crítica da história como análoga à analítica, e filosofia substantiva da história como análoga à especulativa.
No final dos anos 1950, Wiliiam Dray lança Laws and Explanation in History (1957), chamando a atenção da filosofia analítica da história para a questão da explicação na história. Para Dray, a explicação da história era uma explicação por razões, que, por sua vez, explicava ações. Assim, Dray também relaciona a questão da filosofia da ação com a filosofia da história. Após Dray, quem muda significativamente os modos de se pensar dentro da filosofia analítica da história, é Arthur Danto, introduzindo a questão da narrativa para os filósofos.
Os estudos da narrativa dentro da Filosofia Analítica, e da Filosofia da História como um todo, trouxeram novas contribuições para a área, chegando a por em dúvida a própria divisão iniciada por Walsh, como fez Hayden White, teórico da história simpático aos analíticos, no seu livro Meta-História (1973).

## Questões e abordagens
Apesar de não haver um consenso sobre o que o termo analítico dentro das questões da filosofia pode evocar, no caso da filosofia analítica da história podemos ver alguns temas e abordagens recorrentes dentro dessa vertente. Por exemplo, as reflexões filosóficas da filosofia da linguagem, utilizando-se de conceitos como de "uso linguístico", "linguagem ordinária", "tipo de enunciado", "significado", "denotação". Uma das características da filosofia analítica, de modo geral, é o esclarecimento dos pensamentos através da análise lógica das proposições e das relações. A forma lógica de uma proposição ou relação é uma maneira de representá-las, e  frequentemente é feita por meio do simbolismo lógico-matemático, e reduzi-las a componentes mais simples, explicitando, por meio dessa decomposição, sua semelhança com todas as outras proposições ou relações de mesmo tipo e possibilitando uma descrição mais clara dos assuntos filosóficos bem como uma avaliação mais precisa dos argumentos e das teorias sob análise. Para esse e outros fins, a filosofia analítica recorre frequentemente à lógica formal e à análise conceitual. De modo semelhante, mas sem o apelo da lógica, Paul Ricoeur entende a filosofia analítica como uma abordagem filosófica que busca o esclarecimento dos meios de fala e pensamento a respeito do mundo, e como esses meios se impõem sobre o conhecimento do mundo. Nesse sentido, a filosofia analítica da história seria a análise e a estruturação das descrições possíveis a respeito das ações e produções humanas, assim como suas respectivas mudanças, no passado.

### Explicação

Efeito dominó, 2020. Dentro do modelo hempeliano, causa e efeito são partes importantes para a explicação.

No modelo hempeliano de explicação, a explicação está diretamente ligada com a ideia de lei e de causa. Isso porque, para Hempel, um acontecimento é explicado quando está encoberto por uma lei, criando uma relação de causalidade: toda vez que um evento X ocorre em determinadas condições, seu efeito deverá ser Y. Isso se torna uma condição determinante, e para Hempel, ela não se difere da causalidade. A regularidade é o que confere legitimidade para a explicação. Essa teoria da explicação de Hempel, que também pode ser chamada de nomológico, relaciona fortemente a explicação com a previsão. Apesar disso, para o filósofo, a história não é uma ciência plenamente desenvolvida, podendo apenas fazer "esboços de explicação", e não uma explicação ideal. Ou as generalidades da explicação declaradamente explicadas, ou elas não são comprovadas.
Dentro desse mesmo modelo, mas contando com algumas variações, pode-se notas o artigo Explanation and Interpetration in History de Charles Frankel. Frankel entende que a interpretação, atribuindo sentido e valor para os acontecimentos, que não dependem apenas de uma explicação causal entre os eventos. Nesse modelo de explicação, não é vinculada a ideia de narrativa à explicação histórica. Posteriormente, os defensores da teoria nomológico de explicação ocuparam-se de tentar solucionar a diferença entre a explicação ideal e a explicação histórica.
A crise do modelo nomológico pode ser encontrada no escrito de William Dray, Laws and Explanation in History (1957). Em um primeiro momento, Dray desvincula a noção de explicação da ideia de lei, mas mantém a ideia de causa. Assim, os historiadores explicam causalmente, mas não como lei causal (se X então Y), mas como X causa Y, levando em conta um curso particular de eventos. Para Dray, a explicação na história tinha a função de explicar as ações dos agentes históricos, e ao fazer isso, o historiador busca por uma razão que justifique determinada ação em determinado contexto.
Com Arthur Danto surge a "explicação narrativa", introduzindo também a questão da narrativa para a filosofia analítica da história. Para Danto, a narrativa é uma forma de explicação na medida em que gere-se por uma causalidade. Os eventos descritos em uma narrativa só serão acrescentados na história se forem relevantes para o seu desenvolvimento, assim, o historiador não explica apenas um evento ou outro, mas sim o processo de mudança no qual esses se encontram.

### Objetividade
Pensar em objetividade na filosofia da história quer dizer refletir sobre a possibilidade de fazer o trabalho historiográfico objetivamente, geralmente, em oposição à subjetividade do historiador. Outra forma de pensar a objetividade histórica é refletir se há apenas uma realidade histórica dada, ou se essa realidade depende da interpretação dos fatos por parte de historiadores. No caso do primeiro problema, por exemplo, na explicação narrativa de Danto os eventos da narrativa devem contribuir para o desenvolvimento do processo histórico enquanto enredo, essa atitude implica uma escolha arbitrária dos eventos. Essa escolha é feita com base nos valores de julgamento de cada historiador, já que devem selecionar qual evento é mais importante para a narrativa.